# 薩卡拉
薩卡拉（〔阿〕、〔英〕）是埃及境內一個古代大型墓地，位於開羅以南約30公里，面積約7公里乘1.5公里。該地現時仍屹立著最古老金字塔——階梯金字塔，該金字塔在前27世紀建成。

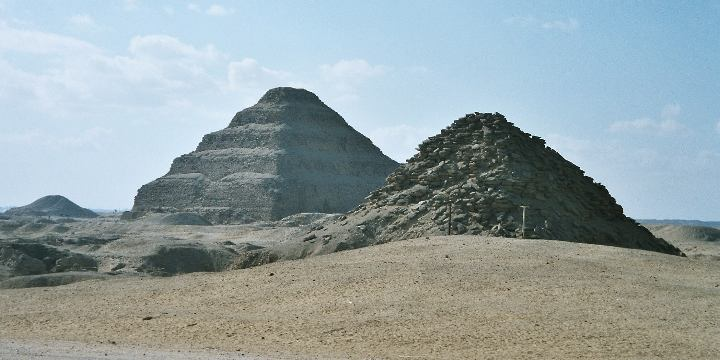
薩卡拉的「死者之城」。圖中央是左塞爾的階梯金字塔，左方遠處是烏納斯金字塔，右方是烏塞爾卡夫金字塔。

在古埃及定都孟菲斯的時候，薩卡拉是孟菲斯的「死者之城」。埃及第一王朝時已有貴族在該地下葬，第二王朝時始有國王安葬在此。薩卡拉作為王家墓地的重要性後來被吉薩及底比斯的帝王谷取代。
2020年10月，埃及旅遊暨古蹟部宣布，考古學家在薩卡拉發現了另一批2500多年前埋葬的古棺，數量超過80具，這是繼去年在盧克索市（Luxor）附近發現30具古埃及棺木後，又一次在一個墓穴中發現如此多的棺材。而在11月14日埃及有關部門又宣佈薩卡拉出土了埃及第二十六王朝時期的100具棺椁。

## 外部連結
- Information on Saqqara
- Saqqara.nl (Friends of Saqqara Foundation) （页面存档备份，存于）
- Discoveries on the site from February 2007 （页面存档备份，存于）
- University of Pennsylvania Museum excavations at Saqqara （页面存档备份，存于）
- Saqqara Information - Historvius （页面存档备份，存于）